# Staw Południowy
Staw Południowy lub Świrlik – staw w Warszawie na terenie Ogrodu w Wilanowie.

## Położenie i charakterystyka
Staw leży po lewej stronie Wisły, w stołecznej dzielnicy Wilanów, na obszarze MSI Wilanów Królewski, na terenie Ogrodu w Wilanowie, na południe od Pałacu w Wilanowie. Położony jest na obszarze bezpośredniej zlewni Jeziora Wilanowskiego, w jego bliskim sąsiedztwie, po lewej stronie od ujścia Potoku Służewieckiego.
Zgodnie z ustaleniami w ramach „Programu Ochrony Środowiska dla m. st. Warszawy na lata 2009–2012 z uwzględnieniem perspektywy do 2016 r.” staw położony jest na terasie zalewowej, a jego powierzchnia wynosi 0,5695 ha. Według numerycznego modelu terenu udostępnionego przez Geoportal lustro wody znajduje się na wysokości 83,5 m n.p.m. Długość akwenu wynosi 100 m, a jego maksymalna szerokość to 80 m. Ma kształt zbliżony do owalnego.
Zasilany jest wodami Potoku Służewieckiego od południa z ujęcia bocznego położonego tuż przed znajdującą się tu kaskadą, a odpływ odbywa się przez upust na wschodzie do Jeziora Wilanowskiego.
Nad jego brzegami znajdują się obelisk z urną i sarkofag ku czci Stanisława Kostki Potockiego.

## Historia
Staw jest częścią tzw. Parku Południowego na terenie ogrodów Pałacu Wilanowskiego, który obecnie ma charakter angielsko-chiński. W czasach kiedy właścicielem pałacu był Jan III Sobieski, staw pełnił funkcje gospodarcze – hodowano w nim ryby. Był częścią terenu folwarku. Historia Parku Południowego sięga co najmniej pierwszej połowy XVIII wieku. W latach 70. XVIII wieku na zlecenie Izabeli Lubomirskiej architekt Szymon Bogumił Zug przearanżował istniejący ogród na park w stylu angielskim z roślinnością naturalną (łęg wierzbowo-topolowy) i układem dróg okalających zbiornik wodny. Kolejne zmiany otoczenia akwenu miały miejsce w XIX wieku z inicjatywy Stanisława Kostki Potockiego. Wtedy też powiększono teren Parku Południowego m.in. o Górę Bachusa i wprowadzono kompozycję widokową w układzie promienisto-łańcuchowym. W XX wieku kompozycja ta uległa zatarciom w wyniku kolejnych modernizacji. W planach jest odtworzenie XIX-wiecznego układu kompozycyjnego parku, zgodnie z decyzją Mazowieckiego Konserwatora Zabytków z dnia 07.03.2019 nr W/829/2019, do 2025 roku.

## Przyroda i czystość
Wśród roślin pływających na terenie stawu występują grzybienie białe. Nad zbiornikiem wodnym rośnie wierzba biała (Salix alba). Wśród ptaków występują krzyżówki, a wśród owadów ważki: szablaki krwiste (Sympetrum sanguineum), oczobarwnice większe (Erythromma najas) i lecichy pospolite (Orthetrum cancellatum).
Zgodnie z badaniami przeprowadzonymi w latach 2007–2010 stan ekologiczny wód stawu został oceniony jako poniżej dobrego (III klasa jakości). Uwagę zwraca silne zanieczyszczenie metalami ciężkimi, w tym miedzią, ołowiem, cynkiem i kadmem. W ramach kolejnego badania z 2015 roku zarejestrowano bardzo niskie stężenie tlenu w wodzie.
Staw znajduje się na terenie Warszawskiego Obszaru Chronionego Krajobrazu, utworzonego rozporządzeniem Wojewody Warszawskiego z dnia 29 sierpnia 1997 r. w sprawie utworzenia obszaru chronionego krajobrazu na terenie województwa warszawskiego, a także otuliny rezerwatu przyrody Morysin utworzonego w 1996. Nad jego brzegiem znajduje się grab pospolity (Carpinus betulus) chroniony jako pomnik przyrody (nr INSPIRE: PL.ZIPOP.1393.PP.1465011.3108).